# Den fria formen
Den fria formen syftar på en rörelse inom svensk formhistoria vilken under 1960-talet möjliggjorde en vidare upplösning av gränsen mellan form och konst. Föremålen karakteriseras av dess kritiska förhållningssätt till samtidens rådande normer och strukturer. Den fria formen kan definieras utifrån tre centrala aspekter: ett estetiskt avståndstagande från ett normativt skönhetsbegrepp, ett brott mot hantverksskicklighetens tekniska traditioner, samt prioritering av föremålets estetiska uttryck framför dess praktiska funktion. Beteckningen den fria formen var inte etablerad innan Cilla Robach använde sig av den i sin avhandling år 2010.

## Begreppets ursprung
Den fria formen betecknar en företeelse i den svenska formhistorien under 1960-talet. Beteckningen förekom vid ett fåtal tillfällen i samtiden utan genomslag, men lyftes fram av formhistorikern och intendenten Cilla Robach i dennes avhandling Formens frigörelse: konsthantverk och design under debatt i 1960-talets Sverige från år 2010. Den fria formen är alltså en i efterhand applicerad beteckning eller kategori för föremål som innan år 2010 inte studerats tillsammans utifrån egenskaperna som för samman dem inom beteckningen den fria formen.
Det som samlas inom den fria formen är saker som tidigare inte betraktats tillsammans som en kategori eller del i formhistorien – utan saker som stått i utkanten och som betraktats enskilt. Företeelsen, eller enskilda objekt inom den, har tidigare undersökts utifrån andra vinklar då historieskrivningen tidigare ofta utgått från en formgivare eller ett material – vilket har gjort en materialöverskridande rörelse som den fria formen osynlig. Den fria formen passar inte in i bilden som finns av den svenska formen. Syftet Robach hade med införandet av beteckningen var alltså att ringa in företeelsen och gruppera objekten – och därmed göra det möjligt att studera dem utifrån andra perspektiv och vinklar. Objekten benämndes alltså redan under sin samtid med begreppet ”fri”. Sten Kauppi och Kaisa Melantons textilier beskrevs som fria av Gotthard Johansson då han 1953 hyllar deras verk som friska och frejdiga samt befriande från alla textila mindervärdeskomplex.  Jan Brunius använde vidare beteckningen ”den fria formen” 1968 i ett opublicerat PM. Dessa enstaka benämningar är de enda som förekom under 60-talet.

## Formvärlden
1960-talet var en period karakteriserad av tillväxt och välstånd, trots detta resulterade de ekonomiska omstruktureringarna i ett förfall av den svenska konstindustrin. Företag som Gustavsbergs porslinfabrik, Rörstrands Porslinsfabrik och Orrefors glasbruk stod de nu inför en ökad internationell konkurrens då importen ökade. Flera valde nu att lägga ner sina fabriker och formgivarna drabbades hårt. Formgivarna kom nu att bli entreprenörer med en ökad konstnärlig medvetenhet, vilket resulterar i en rörelse mot den fria konsten, häri finner vi den fria formen.
Konsthantverkaren arbetade vanligen i ett material samt höll i tillverkningsprocessens alla olika steg, men även objekt tillverkade av hantverkare kunde benämnas som konsthantverk. Gränsdragningen var här svår att dra, vad som skulle kategoriseras som konst och som hantverk. Konsthantverket hade ofta en funktion och kunde därigenom motivera sin existens mot modernismens kritik av prydnadsföremål.

## Karakteristik
Robach presenterar i sin avhandling tre aspekter vilka ses som centrala för den fria formen som kategori: ett brott mot hantverksskicklighetens tekniska traditioner, ett estetiskt avståndstagande från ett normativt skönhetsbegrepp, samt en prioritering av föremålets estetiska uttryck framför dess praktiska funktion. Dessa tre aspekter utgör kärnan av den fria formen och hänger tätt ihop, dock återfinns inte alla aspekter i alla föremål inom kategorin. De tre sakerna är olika sätt på vilka den fria formen bryter mot rådande normer, de speglar alltså formgivarens kritiska förhållningssätt snarare än kriterier för vad som passar in i den fria formen.

### Tekniskt
Den fria formens aktörer var skickliga hantverkare men valde medvetet att bryta mot traditionen. Tidigare var det viktigt inom formvärlden att föremålen var skickligt, kontrollerat och noggrant utförda – glaset skulle till exempel absolut inte ha bubblor i sig. Inom den fria formen bortser man från hantverksskickligheten. Det innebär att man tog in slumpen som en viktig del i skapandeprocessen. Detta i sin tur innebär att det konstnärliga uttrycket betonas, snarare än den tekniska skickligheten, och att objekten blir unika på ett sätt som skiljer dem från det massproducerade, normativa och traditionella.
Föremålen kunde ge känslan av att de var skapade av ett barn utan hantverksmässig färdighet. Man övergav drejskivan och arbetade med händerna, broderade fritt lite hur som helst istället för att följa tekniska och formmässiga mönster och lät glasmassan rinna och formas av slumpen – man övergav helt enkelt traditionella tekniker och började istället utforska andra sätt att skapa.

### Estetiskt
Då hantverkaren bröt mot den tekniska traditionen resulterade det även i ett brott mot de rådande skönhetsnormerna. Närheten till konsten och konstvärlden, som i samtiden var väldigt öppen och fri, bidrog till att det var möjligt att också inom formvärlden experimentera med det estetiska uttrycket. Också ideologiska förändringar bidrog till acceptansen: en debatt om konsumtion och moral tog stor plats i samtiden, det fanns en kritik mot funktionalism samt en kritik mot estetiska bildningsrörelser och modernistiska normer. Det utvidgade konstbegreppet är också nära sammankopplat rent ((kontext))uellt med den fria formens villkor.
Objekten inom den fria formen kunde ge ett slarvigt eller icke slutfört intryck. Föremålens estetik var långt ifrån det som uppfattades som god smak, den var snarare den goda smakens motsats, det vill säga ful. Objekten var ofta disharmoniska, oproportionerliga och ofärdiga. Glasyren fick till exempel rinna över föremålet, så att den sträva leran bara täcktes delvis, och tygbitar lämnades oavslutade och fransiga.

### Funktionellt
Den fria formen gav även upp kravet på funktion hos objekt inom formvärlden. Istället för vasar, skålar och liknande skapades föremål som skulle kunna definieras som skulpturer – ting där det estetiska uttrycket har en övervägande roll, och som inte har någon tydlig funktion över huvud taget: en glaskreation eller något annat ting som avlägset liknar en vas, men som inte har någon öppning; men också föremål som är helt utan referens till något funktionellt ting.
Sedan det sena 1800-talet hade funktion varit en förutsättning för konsthantverkets existens – det estetiska var underordnat det praktiska.
När den funktionella aspekten som tidigare definierat konsthantverk som konsthantverk försvann bidrog det ytterligare till att gränsen mellan konst och konsthantverk upplöstes. När konsthantverkets traditionella nyttoaspekt inte längre existerade var det svårt att veta vad som var konst och vad som var konsthantverk – föremålen klassificerades istället som konsthantverk utifrån den sociala kontexten och de ekonomiska aspekterna: konsthantverk beskattades tyngre och konsthantverkare hade andra förutsättningar än konstnärer bland annat när det gällde att söka stipendium. Denna kategorisering kompliceras ytterligare i och med att konstnärer ofta började hålla på med konsthantverk – det vill säga började göra objekt av material som varit typiska för hantverket.

## Objekt inom den fria formen

### Broderi
- Sten Kauppi, Kungen
- Kaisa Melanton, Gräl
- Ulla Schumacher-Percy, Skorstenar, Casa Mila
- Alice Sellgren, Frigörelse

### Textil
- Margareta Hallek, Det var en gång
- Lasse Andréasson, Eldkvarns brand
- Veronica Nygren, Snart är det vår
- Agneta Flock, Sammetsdjungel

### Skulptur
- Bertil Vallien, Rött klot
- Åsa Brandt, Jag följer inte med till månen